# Microrhagus pygmaeus
Espèce
Statut de conservation UICN

 LC  : Préoccupation mineure
Microrhagus pygmaeus est une espèce de coléoptères de la famille des Eucnemidae.

## Répartition
Microrhagus pygmaeus se rencontre dans une grande partie de l'Europe, à l'exception de quelques pays d'Europe de l'Est, de l'Islande, des Balkans et de l'Irlande.
Il a été recensé dans les pays suivants : Allemagne, Autriche, Belgique, Biélorussie, Bosnie-Herzégovine, Bulgarie, Croatie, Danemark, Espagne, Estonie, Finlande, France, Hongrie, Italie, Lettonie, Lituanie, Norvège, Pays-Bas, Pologne, Roumanie, Royaume-Uni, Russie, Slovaquie, Slovénie, Suisse, Suède, Tchéquie et Ukraine.

## Systématique
Le nom valide complet (avec auteur) de ce taxon est Microrhagus pygmaeus (Fabricius, 1792). L'espèce a été initialement classée dans le genre Elater sous le protonyme Elater pygmaeus Fabricius, 1792.
Microrhagus pygmaeus a pour synonymes :
- Dirhagus pygmaeus (Fabricius, 1793)
- Dirrhagus pygmaeus (Fabricius, 1792)
- Elater pygmaeus Fabricius, 1792
- Microrhagus palmi Olexa, 1963
- Microrrhagus pygmaeus (F.)